# Błażej Bernard Kurowski
Błażej Bernard Kurowski OFM (ur. 25 sierpnia 1957 w Kadłubie Turawskim) – polski franciszkanin, doktor teologii (historia Kościoła), minister prowincjalny. 

## Życiorys
O. Błażej Bernard Kurowski jest członkiem Prowincji św. Jadwigi Zakonu Braci Mniejszych. W latach 1978–1984 odbył studia filozoficzno-teologiczne w Wyższym Seminarium Duchownym Franciszkanów w Kłodzku. 2 lutego 1983 złożył profesję uroczystą w zakonie, a 4 lutego 1984 przyjął święcenia prezbiteratu. Po ukończeniu studiów pozostał w Kłodzku, gdzie pracował jako wikariusz w parafii Matki Bożej Różańcowej.
W 1987 przeniósł się do Lublina, gdzie rozpoczął studia historyczne na tamtejszym Instytucie Historii Kościoła Katolickiego Uniwersytetu Lubelskiego, które ukończył w 1994 doktoratem. Ponownie wrócił do Kłodzka, obejmując funkcję gwardiana w tamtejszym klasztorze. W 1994 został wybrany prowincjałem Prowincji św. Jadwigi Zakonu Braci Mniejszych; funkcję tę sprawował do 2003. W czasie jego rządów miało miejsce przeniesienie uczelni franciszkańskiej z Kłodzka do Wrocławia. Był  gwardianem  kustoszem sanktuarium na Górze św. Anny. Od 2016 pełni funkcję wikariusza domu w klasztorze w Zawadzkie. Od 1992 roku  jest  wykładowcą we wrocławskim seminarium duchownym franciszkanów. Pełni też urząd wikariusza biskupiego diecezji opolskiej do spraw życia konsekrowanego.  
W 1997 opublikował monografię Franciszkanie prowincji św. Jadwigi na Śląsku 1887–1939.